# Elecciones al Congreso de los Diputados de abril de 2019 (Cantabria)
Las elecciones al Congreso de los Diputados de 2019 se celebraron en la provincia de Cantabria el domingo 28 de abril, como parte de las elecciones generales convocadas por Real Decreto dispuesto el 4 de marzo de 2019 y publicado en el Boletín Oficial del Estado el día siguiente. Se eligieron los 5 diputados del Congreso correspondientes a la circunscripción electoral de Cantabria, mediante un sistema proporcional (método d'Hondt) con listas cerradas y un umbral electoral del 10%.

## Resultados
Los comicios depararon 2 escaños al Partido Socialista Obrero Español y 1 al Partido Popular, a Ciudadanos y al Partido Regionalista de Cantabria
| Candidatura                                            | Candidatura                                            | Votos   | %                                       | Escaños                                 |
| ------------------------------------------------------ | ------------------------------------------------------ | ------- | --------------------------------------- | --------------------------------------- |
|                                                        | Partido Socialista Obrero Español (PSOE)               | 90 144  | 25,19                                   | 2                                       |
|                                                        | Partido Popular (PP)                                   | 77 668  | 21,71                                   | 1                                       |
|                                                        | Ciudadanos-Partido de la Ciudadanía (Cs)               | 54 161  | 15,14                                   | 1                                       |
|                                                        | Partido Regionalista de Cantabria (PRC)                | 52 197  | 14,59                                   | 1                                       |
| Vox (VOX)                                              | Vox (VOX)                                              | 39 945  | 11,16                                   | 0                                       |
| Unidas Podemos (Podemos-IU-Equo)                       | Unidas Podemos (Podemos-IU-Equo)                       | 36 555  | 10,22                                   | 0                                       |
| Partido Animalista Contra el Maltrato Animal (PACMA)   | Partido Animalista Contra el Maltrato Animal (PACMA)   | 3026    | 0,85                                    | 0                                       |
| Escaños en Blanco (EB)                                 | Escaños en Blanco (EB)                                 | 426     | 0,12                                    | 0                                       |
| Recortes Cero-Grupo Verde (R0-GV)                      | Recortes Cero-Grupo Verde (R0-GV)                      | 322     | 0,09                                    | 0                                       |
| Partido Comunista de los Pueblos de España (PCPE)      | Partido Comunista de los Pueblos de España (PCPE)      | 284     | 0,08                                    | 0                                       |
| Por un Mundo más Justo (PUM+J)                         | Por un Mundo más Justo (PUM+J)                         | 269     | 0,08                                    | 0                                       |
| Partido Comunista de los Trabajadores de España (PCTE) | Partido Comunista de los Trabajadores de España (PCTE) | 259     | 0,07                                    | 0                                       |
| Partido Libertario (P-LIB)                             | Partido Libertario (P-LIB)                             | 230     | 0,06                                    | 0                                       |
| Votos válidos                                          | Votos válidos                                          | 355 488 | 100,00                                  | 5                                       |
| Votos nulos                                            | Votos nulos                                            | 3773    | Participación: · \| \| 78,09 % \| 4,76% | Participación: · \| \| 78,09 % \| 4,76% |
| Votantes                                               | Votantes                                               | 361 567 | Participación: · \| \| 78,09 % \| 4,76% | Participación: · \| \| 78,09 % \| 4,76% |
| Electores                                              | Electores                                              | 463 032 | Participación: · \| \| 78,09 % \| 4,76% | Participación: · \| \| 78,09 % \| 4,76% |
|                                                        | 78,09 %                                                |         |                                         |                                         |

## Diputados electos
Relación de diputados electos:
| N.º | Nombre                        | Lista | Lista |
| --- | ----------------------------- | ----- | ----- |
| 1   | Luis Santos Clemente Guadilla |       | PSOE  |
| 2   | Diego Movellán Lombilla       |       | PP    |
| 3   | Rubén Gómez González          |       | Cs    |
| 4   | José María Ángel Mazón Ramos  |       | PRC   |
| 5   | María Jesús Calva Ruiz        |       | PSOE  |